# واتارو اینوه
واتارو اینوه (ژاپنی: 井上亘؛ زادهٔ ۲۷ ژوئیهٔ ۱۹۷۳) کشتی‌گیر، و کشتی‌گیر کشتی حرفه‌ای اهل ژاپن است.